# Monoaminoxidase-A-Mangel
Mit Monoaminooxidase-A-Mangel wird eine sehr seltene angeborene Stoffwechselstörung mit weitgehendem Ausfall der Monoaminooxidase A und im Vordergrund stehender impulsiver Aggressivität bezeichnet.
Synonyme sind: MAO-A-Mangel; Brunner-Syndrom; englisch Monoaminoxidase-A-deficiency; Brunner syndrome, veraltete Bezeichnung: Geistige Retardierung, X-chromosomale - Anomalien des MAOA-Metabolismus
Die Namensbezeichnung bezieht sich auf den Erstautor der Erstbeschreibung aus dem Jahre 1993 durch den niederländischen Humangenetiker H. G. Brunner und Mitarbeiter.

## Verbreitung
Die Häufigkeit ist nicht bekannt, bislang wurden weniger als 20 Betroffene beschrieben. Die Vererbung erfolgt X-chromosomal-rezessiv.

## Ursache
Der Erkrankung liegen Mutationen im MAOA-Gen im X-Chromosom am Genort p11.3 zugrunde, welches für die Monoaminoxidase A kodiert, so dass es zu einem vollständigen Ausfall der Monoaminoxidase kommt.

## Klinische Erscheinungen
Klinische Kriterien sind:
- Leichtes intellektuelles Defizit
- Impulsive Aggressivität bis zu Gewalttätigkeit
- Beginn im Kindesalter

## Geschichte
1995 wurden in einer Studie an Mäusen, bei denen das MAOA-Gen ausgeschaltet worden war, erhöhte Serotonin- und Noradrenalinwerte im Gehirn festgestellt und das Verhalten der Jungen als ängstlich, sowie das der erwachsenen Tiere als aggressiv eingestuft. Diese Wirkungen konnten durch einen Stoff, der die Serotoninsynthese hemmte, wieder aufgehoben werden.
Die von Brunner 1993 beschriebenen Mitglieder einer Familie wiesen alle im Urin stark veränderte Monoaminwerte und ein aggressives und mental retardiertes Verhalten auf. Die zugrundeliegende Punktmutation im MAOA-Gen führte zum völligen MAO-A-Mangel.
Andere, mehr als ein Dutzend weitere psychiatrische Studien im Zeitraum bis 2001, die mögliche Zusammenhänge zwischen MAO-A und verschiedenen psychischen Leiden untersuchten, ergaben keine eindeutigen Ergebnisse. Die Familien in Brunners Studien von 1993 und 1999 waren die einzigen, bei denen MAO-A völlig fehlte und die ein konsistentes Verhalten zeigten, das später Brunner-Syndrom genannt wurde.